# Manuel de Góis
Manuel de Góis est un jésuite et théologien portugais, né en 1543 à Portel, mort le 13 février 1597 à Coimbra.

## Biographie
Professeur au Colégio das Artes de l'université de Coimbra, il est un des principaux rédacteurs des Commentarii Conimbricenses à partir des années 1580.